# 고니움과
고니움과(Goniaceae)는 녹조강 클라미도모나스목에 속하는 녹조류과의 하나이다. 2속 14종으로 이루어져 있다.

## 하위 속
- Astrephomene
- 고니움속 또는 넷중심말속 (Gonium)